# Bijelo Polje (Kakanj, BiH)
Bijelo Polje je naseljeno mjesto u općini Kakanj, Federacija Bosne i Hercegovine, BiH.

## Stanovništvo

### 1991.
Nacionalni sastav stanovništva 1991. godine, bio je sljedeći:
ukupno: 477
- Hrvati - 392
- Muslimani - 55
- Jugoslaveni - 19
- ostali, neopredijeljeni i nepoznato - 11

### 2013.
Nacionalni sastav stanovništva 2013. godine, bio je sljedeći:
ukupno: 92
- Hrvati - 50
- Bošnjaci - 36
- ostali, neopredijeljeni i nepoznato - 6

## Religija
Bijelo Polje pripada Vrhbosanskoj nadbiskupiji Rimokatoličke crkve, Sutješkom dekanatu župe sv. Ivana Krstitelja u Kraljevoj Sutjesci, koju pastoriziraju franjevci Bosne Srebrene. U Bijelom Polju je jedno rimokatoličko groblje.